# Per Hanstorp
Per Erling Hanstorp, född 6 augusti 1963 i Linköpings Sankt Lars församling, Östergötlands län, är en svensk fotograf.

## Biografi
Hanstorp har arbetat som fotograf för flera tidningar sedan 1984. Bland annat har han rapporterat från El Salvador och Mexiko för Östgöta Correspondenten. Sedan 2010-talet utger han fotoböcker och undervisar i fotografi vid Nordiska folkhögskolan i Kungälv.